# José Calderón (Fußballspieler)
José de Jesús Calderón Frías (* 14. August 1985 in Panama-Stadt) ist ein panamaischer Fußballtorhüter.

## Karriere

### Klub
Er begann seine Karriere im Jahr 2003 beim San Francisco FC, mit welchem er in der Saison 2005 Meister wurde. Danach war er 2006 für den Chorrillo FC aktiv. Ab 2007 stand er beim Chepo FC für gut drei Jahre auf dem Platz. Von Juli 2010 bis Juli 2011 bei CD Árabe Unido aktiv, kehrte er bis Januar 2013 zurück zu Chepo. Zunächst bis Sommer per Leihe spielte er dann bei Deportivo Heredia aus Guatemala und wurde dann bis Sommer 2014 fest verpflichtet. Dann ging er für ein Jahr zu Deportivo Coatepeque.
Von Sommer 2015 bis Anfang Februar 2017 wechselte er zu Platense FC aus Honduras. Nach nur 11 Tagen beim Club Deportivo del Este ging er bis Sommer zu Real Cartagena nach Kolumbien.
Erneut in Honduras bei CD Marathón wurde er Meister und spielte ab Januar 2018 wieder in Panama bei Chorrillo, welche mittlerweile zum CD Universitario wurde. Die Saison 2018/19 verbrachte er in Guatemala bei Deportivo Guastatoya. Zum dritten Mal gelang ihm hier mit seiner Mannschaft eine Meisterschaft. Ab Sommer 2019 bis zu seinem Wechsel im Februar 2021 zu Cobán Imperial spielte er beim Comunicaciones FC.

### Nationalmannschaft
Nach der U20 erhielt er seinen ersten Einsatz in der A-Mannschaft am 27. Oktober 2005 bei einer 0:5-Freundschaftsspielniederlage auswärts gegen die Mannschaft von Bahrain über die volle Distanz. In den nächsten Jahren vereinzelt in Freundschaftsspielen eingesetzt, stand er ohne Einsatz beim Gold Cup 2015 und bei der Copa América Centenario 2016 im Kader. Bei der Copa Centroamericana 2017 stand er in jedem Spiel zwischen den Pfosten, bei der letzten Partie trug er die Kapitänsbinde und wurde zweiter mit dem Team. Auch beim Gold Cup 2017 war er in jedem Spiel aktiv und brachte seine Mannschaft ins Viertelfinale.
In der Gruppenphase des Gold Cup 2019 stand er einzig bei der 0:1-Niederlage gegen die USA zwischen den Pfosten. Bis heute bekommt er weitere Einsätze.